# Riboviria
Riboviria vormen een imperium van virussen. Alle virussen die voor hun replicatie gebruikmaken van RNA-afhankelijke RNA-polymerase behoren tot deze groep. RNA-afhankelijk RNA-polymerase (RdRP) is een enzym dat een RNA-molecuul kan produceren op basis van een RNA-sjabloon. Dit enzym is essentieel voor de replicatie van het virale genoom en voor  de vorming van messenger-RNA om virale eiwitten te produceren.
De naam Riboviria werd in 2018 vastgesteld door het ICTV. Alle RdRp-coderende RNA-virussen werden in dit imperium geplaatst. Een jaar later werd het taxon uitgebreid met alle RdDp-coderende retrovirussen. Deze twee groepen virussen werden geclassificeerd als twee afzonderlijke rijken: Orthornavirae voor de RNA-virussen en Pararnavirae voor de retrovirussen. Beide groepen stammen vermoedelijk af van niet-virale elementen die coderen voor reverse transcriptase, hoewel de exacte oorsprong van Orthornavirae onduidelijk is.
Veel bekende virale infectieziekten worden veroorzaakt door vertegenwoordigers van de Riboviria, zoals coronavirussen, influenzavirussen, het ebolavirus en hiv. Retrovirussen laten hun genetisch materiaal integreren in het genoom van hun gastheer; dit is een vast onderdeel van hun replicatiecyclus. Als gevolg daarvan wordt geschat dat ongeveer 7–8% van het menselijk genoom afkomstig is van deze virussen.

## Taxonomie
Riboviria bestaat uit de stam Negarnaviricota en meerdere incertae sedis-ordes, families, en geslachten.

### Stam
- Negarnaviricota

### Ordes 'incertae sedis'
- Nidovirales
- Picornavirales
- Tymovirales

### Families 'incertae sedis'
| - Alphatetraviridae - Alvernaviridae - Amalgaviridae - Astroviridae - Avsunviroidae - Barnaviridae - Benyviridae - Birnaviridae - Botourmiaviridae - Bromoviridae | - Caliciviridae - Carmotetraviridae - Chrysoviridae - Closteroviridae - Cystoviridae - Endornaviridae - Flaviviridae - Hepeviridae - Hypoviridae - Kitaviridae | - Leviviridae - Luteoviridae - Matonaviridae - Megabirnaviridae - Narnaviridae - Nodaviridae - Partitiviridae - Permutotetraviridae - Picobirnaviridae - Pospiviroidae | - Potyviridae - Quadriviridae - Reoviridae - Sarthroviridae - Solemoviridae - Solinviviridae - Togaviridae - Tombusviridae - Totiviridae - Virgaviridae |

### Geslachten 'incertae sedis'
- Albetovirus
- Aumaivirus
- Botybirnavirus
- Deltavirus
- Idaeovirus
- Papanivirus
- Sinaivirus
- Virtovirus